# Tjärnebacka
Tjärnebacka är en by i Glava socken i Arvika kommun i Värmland, belägen strax söder om Glava. År 2000 definierade SCB byn som en småort med 53 invånare. Vid 2005 års avgränsning togs denna status bort.